# ドラゴンボール超 ブロリー
『ドラゴンボール超 ブロリー』（ドラゴンボールスーパー ブロリー、Dragon Ball Super：BROLY）は、2018年（平成30年）12月14日に公開された『ドラゴンボール』シリーズの劇場公開アニメーション映画作品第20弾。

## 概要
前作『ドラゴンボールZ 復活の「F」』より3年8ヶ月ぶりとなる劇場公開作品。前々作『ドラゴンボールZ 神と神』と前作『復活の「F」』が、劇場公開の後にテレビアニメ『ドラゴンボール超』シリーズに組み込まれはしたものの、正式に『ドラゴンボール超』名義の劇場版アニメとしては初めての作品であり、内容は2015年（平成27年）7月5日から2018年（平成30年）3月25日まで放送されたテレビアニメ版『ドラゴンボール超』の終了時点の物語「宇宙サバイバル編」の続きの物語である。
前作『復活の「F」』に引き続き、原作者の鳥山明がキャラクターのデザインと脚本を担当。監督はテレビアニメ版『ドラゴンボール超』のシリーズディレクターや、『ONE PIECE FILM Z』の監督を務めた長峯達也。また、『ONE PIECE』などに参加した新谷直大が、この作品で初めて作画監督を担当する。
サブタイトルの通り、本作の主な敵キャラクターは過去の劇場版『ドラゴンボールZ 燃えつきろ!!熱戦・烈戦・超激戦』、『ドラゴンボールZ 危険なふたり!超戦士はねむれない』に登場したブロリーである。ただし、過去の劇場版とは関連のない別個のリブート作品で、悟空、ベジータ、ブロリーの3人の出会いから戦いまでが新たに描かれ、フリーザ軍とサイヤ人の歴史も過去の設定を一新して描かれている。作中の終盤では、過去の劇場版作品『ドラゴンボールZ 復活のフュージョン!!悟空とベジータ』に登場した悟空とベジータの2人が融合技「フュージョン」により誕生する合体戦士ゴジータが23年ぶりに再登場する。ゴジータもブロリーと同じく、これまで原作者の鳥山明がストーリーを手掛ける作品には登場しない劇場版アニメだけに登場するオリジナルキャラクターであった。鳥山明が執筆した脚本によるブロリーとゴジータの刷新は、ブロリーとゴジータを『ドラゴンボール』の「正史」に加える試みであると『週刊少年ジャンプ』の特集記事にて紹介されている。
本作『ブロリー』に続く次回作『ドラゴンボール超 スーパーヒーロー』は2022年（令和4年）6月11日に公開された。
2022年（令和4年）4月16日にはフジテレビ『土曜プレミアム』（21時 - 23時10分）にて地上波で初放送された。

## あらすじ
41年前、惑星ベジータのサイヤ人達はフリーザの配下として働いていた。息子のベジータがいずれ宇宙の王になるだろうと期待するベジータ王は、ベジータと同じ特別カプセルで眠るブロリーに気付く。ベジータ王は未曾有の潜在能力を持つブロリーを怖れ遠い辺境の小惑星バンパへと追放し、それを追った父親のパラガスも宇宙船が故障し脱出不能になる。その5年後、カカロット（悟空）の父であるバーダックはフリーザが伝説の超サイヤ人の誕生を恐れサイヤ人を絶滅させようとしていることを感じ、カカロットを予め宇宙ポッドで平穏な地球へ飛ばす。予感は的中し、バーダックは一人で立ち向かうもフリーザは笑みを浮かべながら惑星ベジータを破壊。フリーザの招集命令を無視して別の星にいたベジータ、ラディッツ、ナッパは生き延びる。その41年後、パラガスは息子のブロリーをベジータ一族への復讐のため育てつつ弱肉強食の過酷な環境で生き抜き、フリーザ軍の新たな部下を探し宇宙を飛び回っていた非戦闘員チライとレモに救出され、フリーザ軍に加入。
宇宙の存亡を賭けた武道大会「力の大会」を経て修行する悟空とベジータは、防犯カメラの映像からブルマが集めたドラゴンボール6個とドラゴンレーダーを盗んだのはフリーザ軍の尖兵だと察し、残り1個のドラゴンボールがある氷の大陸へと向かう。悟空たちは犯人を見つけ七つ揃ったドラゴンボールを取り戻そうとするが、フリーザが率いる本隊が襲来。悟空たちも見知らぬサイヤ人のブロリーとパラガスの姿もあった。
暴走したブロリーはベジータに闘いを挑む。続けて悟空とも闘いを繰り広げ、ブロリーは闘いの中で戦闘力を上げていく。悟空はブロリーの本心が悪ではないことに何となく気付く。ブロリーの戦闘力をさらに強化しようと密かに企むフリーザは、かつてクリリンを殺した際に悟空が超サイヤ人に覚醒したことを思い出し、混乱に乗じてパラガスを殺害。それを見たブロリーは錯乱し、更なる怒りにより超サイヤ人に覚醒。その力は地球すら破壊しかねない域にまで達し、1対1にこだわる場合ではないと感じた悟空とベジータはブロリーの暴走を止めるために共闘するが、超サイヤ人ゴッド超サイヤ人2人がかりでもブロリーには歯が立たず、ブロリーがフリーザへ標的を変えた隙に悟空はベジータを連れ瞬間移動でピッコロの下へ脱出。融合技「フュージョン」の使用をベジータに提案。ベジータは合体する際の奇妙な動きで拒否するも、家族も殺されかねない危機を乗り越えるため渋々了承。ピッコロの指導の下、失敗しつつフュージョンを会得し合体戦士ゴジータになる。
戦地に戻ったゴジータはブロリーに挑み、超サイヤ人に変身しブロリーを追い詰めるが、ブロリーは全身の筋肉を増強したフルパワー状態となり反撃。ゴジータは超サイヤ人ゴッド超サイヤ人に変身し、ブロリーに無数の気弾や必殺技のソウルパニッシャーなどの攻撃を繰り出し、なお襲い掛かってくるブロリーにかめはめ波で決着を付けようとする。父親から復讐の道具に利用されているだけで、悪人ではないことをブロリーとの交流で知るチライとレモは、ブロリーを元いた小惑星バンパへと移転させてくれとドラゴンボールに願い、かめはめ波の直撃をブロリーは間一髪のところで免れる。
ドラゴンボールを使ったため、上司のフリーザに始末されることを恐れたチライとレモは宇宙船で逃亡。フリーザはチライたちの宇宙船を狙撃しようとするがゴジータに阻まれ、フリーザは地球から撤退。フリーザは、チライとレモにブロリーの精神コントロールを任せ最強の戦闘員にして貰おうと敢えて泳がすことにし、チライとレモは正気に戻ったブロリーの下へと合流。そこに悟空は瞬間移動で現れ、仙豆やホイポイカプセルなど当面の生活に困らない道具一式をブロリーたちに贈り、ブロリーと再戦の約束を取りつける。

## 登場キャラクター

### 原作キャラクター
孫悟空
声 - 野沢雅子
『ドラゴンボール』シリーズの主人公。地球育ちの脳天気で心優しいサイヤ人。力の大会でのジレンとの戦いに刺激され、更なる強さを極めるため、修行を続けている。道着がフリーザ編の帯の結び目があり左胸と背中部分に「悟」の印が付いたものになっている。
今回の映画では、氷の大陸でのドラゴンボール捜索中にブロリーと遭遇する。
本編の39年前に生まれる。幼少期に父親のバーダックにより地球に飛ばされたため、惑星ベジータ爆発後も生き残る。サイヤ人としての名前である本名はカカロット。今作で初めて自分のことをカカロットと名乗った。
ベジータ
声 - 堀川りょう
サイヤ人の王子で孫悟空の永遠のライバル。戦闘服が青から紺色を基調としたものになっている。
本作ではこれまで漫画版『ドラゴンボール超』でのみ変身していた「超サイヤ人ゴッド」に変身する。
本編の41年前に生まれ、その当時から天才的な潜在能力を持つ。本作で本名が「ベジータ四世」であることが判明した。幼少期にはラディッツと共にフリーザ軍の戦闘員として戦っている。惑星ベジータ消滅時にはフリーザの集合命令を無視したナッパ、ラディッツと共に遠く離れた星にいたため生き残る。この際に弟のことを聞かれたが、生死には興味がない様子だった。
悟空に勝つために修行を続けているが、復活したフリーザの潜在パワーに危険を感じている。
フリーザ
声 - 中尾隆聖
かつて悟空たちと戦った宇宙の帝王で悟空の宿敵。引退したコルド大王に軍の全権を委譲されて、フリーザ軍を統率していた。
力の大会で第7宇宙の優勝に貢献したためウイスによって生き返り、その後再びフリーザ軍を結成させ、今度こそ悟空に復讐しようとする。基本的に部下に対しては物腰柔らかく接しているが、ベリブルやレモの話によると、陰で自分の悪口を言っていたり、自分の気に障った部下を何人も「処罰」したことがある模様。
今回の映画では悟空を倒すためではなく、「身長を5センチ伸ばしたい」という願いを叶えるためにブルマが集めたドラゴンボールを奪い、とてつもない潜在能力を持つブロリーとベジータ一族に恨みを持つパラガスの復讐心を利用。ブロリーを悟空とベジータと戦わせ、ブロリーが持つ潜在パワーを引き出すため、ナメック星でクリリンを殺して悟空が超サイヤ人に覚醒した時のようにパラガスを抹殺し、ブロリーを超サイヤ人に覚醒させる切っ掛けを作り、感情が不安定になり、見境無く暴走するブロリーに攻撃されたことに激怒して「ゴールデンフリーザ」にパワーアップし応戦するも、それでも状況は全く変わらず劣勢に立たされるが、特に怒ることも焦ることもなく、予想を遥かに越えるブロリーの戦闘力に強い関心を抱いていた。
コルド大王に連れてこられ惑星ベジータに初めて降り立った際には幼少期に第一形態で登場。惑星ベジータを消滅させサイヤ人のほとんどを絶滅に追い込んだ理由について、『超』の「破壊神ビルス編」では「ビルスから惑星ベジータを消滅させるよう命じられていたため」となっているが、本作では「『超サイヤ人』および『超サイヤ人ゴッド』の出現を警戒したから」となっている。
長峯達也の語るフリーザの役どころは、「フリーザは劣勢な状況からどうやって上り詰めようかと考えている最中。フリーザ軍も復活、兄弟設定もあるし今後も見逃せない存在になると思う」と話している。
ブルマ
声 - 久川綾
悟空の最初の仲間でベジータの妻。「5歳くらい若返る」という願いを叶えようとドラゴンボールを集めていた。
ピッコロ
声 - 古川登志夫
悟空の戦友のナメック星人。本作ではテレパシーで悟空のピンチに気づき、悟空たちが瞬間移動で逃げられるように待機し、2人のフュージョンに付き合う。
孫悟天
声 - 野沢雅子
悟空の次男。今作では出番はほとんどなく、トランクスやピラフ一味と一緒にいた。
トランクス
声 - 草尾毅
ベジータとブルマの息子。ブルマたちにフリーザ一味がドラゴンボールとドラゴンレーダーを奪っていったことを伝える。
コルド大王
声 - 大友龍三郎
フリーザの父親。圧倒的な戦闘力でサイヤ人を支配している。フリーザ軍の前身であるコルド軍を統率していた。
自分を超える戦闘力と冷酷さを持つ息子の誕生を喜び、自分の跡を継がせた。
フリーザ軍の部下
全員台詞こそないが、ドドリア、ザーボン、キュイ、ギニュー特戦隊が登場。
なお、ギニューは原作での姿はボディチェンジ後のものであるが、41年前には既に原作での姿になっている。
ナッパ
声 - 稲田徹
エリート階級出身の巨漢サイヤ人。フリーザ軍の戦闘員として戦っている。『たったひとりの最終決戦』同様惑星ベジータ消滅時は後の禿げ頭ではなく、髪が生えており若々しい。
惑星ベジータ爆発時には招集命令を無視をしたことでベジータ、ラディッツと共に遠く離れた星にいたため生き残る。彼ら以外にも数人ほどサイヤ人がいた。
『映画ノベライズみらい文庫版』には登場しない。
ラディッツ
声 - 千葉繁
カカロット（悟空）の兄であるサイヤ人の上級戦士。惑星ベジータ消滅時にはまだ子供であり、ベジータと同じチームに配属され、幼少期からフリーザ軍の戦闘員として戦っている。惑星ベジータ消滅時には、フリーザの招集命令を無視し、ベジータ、ナッパらと共に遠く離れた星にいたため生き残る。
母のギネからカカロットが無事であることと地球へ飛ばされた事は聞いているが、下級戦士と判定された弟に関して何の興味も無い。
『映画ノベライズみらい文庫版』では名前のみの登場。

### アニメオリジナルキャラクター
これまでのアニメオリジナル作品に登場したキャラクター。
ビルス
声 - 山寺宏一
第7宇宙の破壊神。地球のおいしい食べ物と昼寝が大好き。本作では悟空たちに同行するのを拒否したため、ブルマから娘のブラの世話を押し付けられる。その後、悟空たちの勝利を察知しており、笑みを浮かべた。
なお前作では一人称が「オレ」だったが、今作では前々作と同じ「ボク」に戻った。
ウイス
声 - 森田成一
破壊神ビルスの従者兼師匠である天使で悟空とベジータにも修行をつけている。主人と同様に地球のおいしい食べ物が好き。フリーザ一味が来ることを知り、面白そうと悟空たちに同行する。悟空とベジータによるブロリーとの戦いを傍観していたが、超サイヤ人となり自制を無くしたブロリーが襲いかかってきた際にも、それらを難なくいなしており、ゴジータが駆け付けるまでブルマを保護していた。
バーダック
声 - 野沢雅子
カカロット（悟空）とラディッツの父親。フリーザの企みに気づいた唯一のサイヤ人。カカロットを地球へ飛ばした後、自身はフリーザに立ち向かい、最後まで抵抗を見せた。本作での彼の性格や戦闘服のデザインは、1990年（平成2年）に放送された『ドラゴンボールZ たったひとりの最終決戦〜フリーザに挑んだZ戦士 孫悟空の父〜』とは異なっており、『DRAGON BALL - 放たれた運命の子供』のものがモデル。
自分にも人にも厳しい性格だが、他のサイヤ人の仲間たちから慕われている。カカロットを飛ばす理由について、「いつも闘いの中にいて、気まぐれで何かを救いたくなったのかもしれない」とギネに答えている。
バーダックの仲間
フリーザがコルド大王の跡を継いだ時、小さくトーマ、セリパ、パンブーキン、トテッポが登場している。本作でのバーダックとの関係は不明。
ベジータ王
声 - 銀河万丈
ベジータの父親で惑星ベジータの王。戦闘民族サイヤ人の頂点に立つ実力を持つ誇り高き戦士で、かつてはコルド軍と戦ったこともあるが事実上コルド大王の配下となっている。
コルド大王とその息子であるフリーザに屈辱と憎悪を抱き、自身の息子であるベジータが宇宙の帝王となることを夢見るが、パラガスの息子のブロリーが自分の息子よりも高い潜在能力を持つことを知り、激怒する。
『小説版』にて本名が「ベジータ三世」であることが判明した。
『映画ノベライズみらい文庫版』では「ベジータ王三世」となっている。

#### 本作のメインキャラクター
ブロリーとパラガスは、本作品では設定を一新されている。
ブロリー
声 - 島田敏、森下由樹子（幼少期）
本作のメインとなる敵キャラクター。過去に登場した劇場版作品と違い、性格や髪型などデザインも一新されている。
本来は争いを好まない性格で父親のパラガスを大切に想っている。潜在パワーが強過ぎる故、力を解放すると我を失い暴走してしまうため、パラガスにより特殊な首輪で制御されていた。片言で話すなど喋るのが苦手。過去作ではパラガスのことを「親父」と呼んでいたが、今作では「お父さん」に変更されている。
年齢は前作では悟空と同い年だったが、今作では悟空より年上でベジータと同い年に変更された。
鳥山は昔と比べてあまり筋肉を全面に出したくないようなので、作画監督の新谷は「ブロリーの作画も鳥山先生らしいスマートな筋肉の感じを出せるように気をつけた」と語っている。鳥山がデザインしたブロリーはアーマーを着ている状態までしか無かったため、ブロリーには昔の映画のイメージを強く持っており、なおかつ最後は半裸になって暴れて欲しかったという新谷が、ブロリーのフルパワーだけは1からデザインを描いており、鳥山から「あまりマッチョにはしたくない」という要望があったため、大きくなりすぎない範囲で、なるべく大きく見せるよう心がけつつデザインされた。
パラガス
声 - 宝亀克寿
過去の劇場版作品にも登場したブロリーの父親。デザインが変更されており、41年前の若いときは見た目こそ近いが、着衣が異なり両目とも健在。その後、バンパで暮らす41年の間に口髭以外の髭も伸びた白髪の老人になり、左目は『熱戦・烈戦・超激戦』のパラガス同様、隻眼になっていた。
エリート階級出身のサイヤ人。階級は大佐。表向きは冷静な判断力を持つベテランの戦士だが、実際は上昇志向が強い一方で慎重な性格の小心者。出世のために人望を集め「大佐」の地位まで上り詰めるも飛び抜けた戦闘力は持たなかったため、その時点での地位が出世の限界であることに暗澹たる思いを抱いていた。
戦闘力は、41年前の時点で「どんなに訓練しても4000を超えるかどうかといったところ」と語られており。フリーザ軍のチライとレモに発見された時点での戦闘力の数値は4200。
自分の息子の処遇に怒り狂ったことで宇宙船で惑星ベジータを飛び出し、小惑星バンパで追放されたブロリーと再会するが、ブロリーの潜在パワーを目の当たりにしたことでその力を利用し、ベジータ王への復讐を計画するようになる。
41年後、チライたちによって救出された際に惑星ベジータの消滅とベジータ王の死を知ることとなり、怒りの矛先を息子であるベジータに向ける。
闘いの中、ブロリーのコントロールがきかなくなったことで身の危険を感じ、ブロリーが危険な存在となることを予見したベジータ王の言葉は正しかったのかもしれないと後悔し、最期はブロリーのさらなる戦闘力の進化を企むフリーザによって胸を貫かれて殺害される。このパラガスの死がブロリーに深い悲しみと怒りを与え、超サイヤ人に覚醒させるきっかけとなった。
プロデューサーの林田は「ブロリーを必死に探していたときは親子愛に溢れていたが、ブロリーの力に気づいた瞬間にこれを利用して復讐をしようと思い立ち、むごたらしい父親になった」と語っている。
ゴジータ
声 - 野沢雅子 & 堀川りょう
孫悟空とベジータの2人がフュージョンすることにより誕生した究極の合体戦士。本作では映画『ドラゴンボールZ 復活のフュージョン!!悟空とベジータ』には登場しなかった黒髪の通常状態や、青髪の超サイヤ人ブルーに変身した姿が登場する。劇場版としては23年ぶりの登場となる。
『復活のフュージョン!!』で悟空とベジータが初めて合体してゴジータになった時は名乗りはしなかったが、本作ではピッコロから名前を聞かれた際に「名前があった方がカッコいいかも」という理由で自ら「ゴジータ」と命名した。
ベクウ
孫悟空とベジータの2人がフュージョンに失敗した姿。太った状態と痩せた状態の2つのタイプが存在する。失敗後、再びフュージョンするために各30分ずつ待つことになった。ベクウの名前は『映画ノベライズみらい文庫版』のみ登場する。

### 漫画『放たれた運命の子供』のキャラクター
本作品は『放たれた運命の子供』と共通するシーンもあり、本作でアニメ初登場になったキャラクターも存在する。
ギネ
声 - 渡辺菜生子
カカロット（悟空）とラディッツの母親。サイヤ人らしからぬ温厚な性格で、地球に飛ばされる幼いカカロットに涙を流し、滅びゆく惑星ベジータと運命を共にした。
本作がアニメ初登場。
リーク
声 - 阿座上洋平
『DRAGON BALL - 放たれた運命の子供』に登場したバーダックの相棒。アニメ初登場となる本作で名前が判明した。
額に傷があり、髪は丸刈りの大人のサイヤ人。体格は細身のやせ型。バーダックの遠征に同行していた。
タロ
『DRAGON BALL - 放たれた運命の子供』に登場したバーダックの古い戦友。リークと同様、本作で名前が判明した。
バーダックに、フリーザが「超サイヤ人」について調べていることを伝える。
髪は角刈りのサイヤ人。本作がアニメ初登場。
『映画ノベライズみらい文庫版』には名前は出てこず仲間のひとりとして登場する。
キコノ
声 - 菊池正美
コルド大王の時代から仕える、フリーザお付きの天才科学者であり参謀長。黄色い肌で、頭に触角が生えている。戦闘力は皆無だが知識が豊富で頭が回る種族で、フリーザにとって役に立つ上に見ていて腹が立たないのでそばに置かれている。本作の設定ではスカウター、アーマー、宇宙船なども彼の発明である。
漫画『DRAGON BALL - 放たれた運命の子供』にも登場している。

### ゲストキャラクター
ベリブル
声 - 斉藤貴美子
フリーザの世話役を務める老婆。小柄で太っており、青い肌に薄紫のボブカットの髪をしている。世話役の身でありながらフリーザに対して臆することなく発言する。いつでもフリーザの命令通り動けるように、宙に少し浮いている。
チライ
声 - 水樹奈々
フリーザ軍の非戦闘員。緑色の肌をした女性宇宙人。銀河パトロールの宇宙船を盗んだことがバレて、追手から逃れるためにフリーザ軍に加入した。はすっぱな性格の不良少女だが根は優しく、父親に利用されているブロリーを気にかけている。
チライが持つスカウターは戦闘力10万まで計測できて、それ以降は計測不能になる。
ブロリーのことを純粋で心優しい性格だと気付いており、ゴジータのかめはめ波でブロリーがとどめを刺されそうになった時に、神龍に「ブロリーを元いた星（惑星バンパ）に帰してやってくれ」と願った。その後はレモと共に惑星バンパに行きブロリーと暮らす。
チライとレモは、鳥山によると「『ドラゴンボール』ではほとんどが闘うキャラばかりで個人的にちょっとウンザリしていたので、たまには闘わないキャラを活躍させたかった」ということで重要な位置付けのキャラクターとして作られた。チライ、レモ共に鳥山のお気に入りのキャラクター。また、チライは「そういえば最近かわいい女の子キャラを描いていないな」ということでデザインされた。
レモ
声 - 杉田智和
フリーザ軍の非戦闘員。ニット帽をかぶり、オレンジ色の肌をした痩せた老人。コルド大王の時代から数十年所属している後方部隊の古参兵。チライと行動しており、彼女のブレーキ役をすることが多い。フリーザ軍に長くいるため可哀想な子供たちの姿も多く見ており、チライ同様ブロリーの境遇に同情するなど人情味がある。その後はチライと共に惑星バンパに行きブロリーと暮らす。
鳥山は「こういう渋めのキャラが一番好き」と語っており、ベタな宇宙人風にデザインされている。
ビーツ
声 - 桐本拓哉
大人の男性サイヤ人。髪形は角刈りで、体格は細身のやせ型。非戦闘員。
職業は宇宙船の整備士。戦闘力の数値は920未満で、大猿になったことはない。整備中の宇宙船に乗り込んできたパラガスと共に小惑星バンパに向かうが、パラガスによる強行着陸時に宇宙船が故障したことでバンパから脱出できなくなり、食料温存のためパラガスにより胸を貫かれて殺害される。
『映画ノベライズみらい文庫版』には登場しない。
モロコ、シトウ、ニオン
声 - 江川央生（モロコ）、谷昌樹（シトウ）
ベジータ王城内部にある、エリートサイヤ人を育てるための特別養育施設のスタッフたち。ニオンはアシスタントを務める。戦闘力計測スキャナーを用いて幼いブロリーの潜在能力を計測してベジータ王に見せた。
執事
声 - 青森伸
ベジータ王に仕える小柄なサイヤ人男性。
ダイゲン
声 - 松山鷹志
宇宙船内の食堂でチライに声をかけたフリーザ軍戦士。体格が良く自分の強さに自信があり、乗船している中で唯一のまともな戦闘員を名乗っているが、ブロリーには遠く及ばなかった。
本作通常パンフレットに名前と説明が記載されている。本編で名前は登場しない。
『小説版』、『映画ノベライズみらい文庫版』でも名前は記載されておらず戦闘員として登場する。
フリーザ軍兵士
声 - 沼田祐介
フリーザの命令で、カプセルコーポレーションの研究室からブルマが集めたドラゴンボールとドラゴンレーダーを盗んだ2人組。ベジータたちに気づかれないように、わざと戦闘力の低い兵士が送り込まれた。
バア
ブロリーの戦闘の練習相手を務めていた小惑星バンパの原生生物。「バア」と鳴くことから、ブロリーはこの巨大生物をバアと名付けた。
黄緑色の体毛と大きな口が特徴。巨大宇宙船よりも大きい哺乳類で、普段は顔や尻尾を隠し大地に潜んでいる。大ダニを主食とする。「敵から攻撃を回避するトレーニング」の練習相手としてブロリーと戦う内に仲良くなったが、それを快く思わなかったパラガスに光線銃で耳を切り落とされ、それ以降はブロリーとは二度と仲良くなってくれなかった。
今作のブロリーが身に着けている下半身の黄緑色の腰巻きはパラガスに落とされたこの巨大生物の耳の毛皮であり、事情を知る前のチライが脱がそうとした時、ブロリーは声を荒げていた。
大ダニ
小惑星バンパの全域に生息する巨大生物。鋭い牙を生やし、口から針状の管が飛び出す。バアの血が主食であり、大地に隠れているバアの体に管を突き刺して血を吸う。洞窟に数多く生息しており、そこにタマゴを産みつけている。足の殻の中身は苦いが、食べられなくはない。

## 作品の舞台
本作では、様々な星や宇宙や異次元空間が描写されているが、その中でも下記で紹介する3つの星を中心に物語は大きく展開されている。
地球
悟空やベジータたちが住む星。映画では、回想後にブロリーたちが地球に襲来し、悟空とベジータはブロリーと激闘を繰り広げることになる。主な決戦の舞台となったのは一面が氷に覆われた氷の大陸。
惑星ベジータ
ベジータ王が統治する戦闘民族サイヤ人の星。星の周りには2つの月があり、緑豊かな惑星である。ベジータ王が住む「ベジータ王城」は切り立った崖の上にあり、宇宙船の発着場も併設されている。一般のサイヤ人が住んでる建物は王が住んでる宮殿とは違い、質素な建物だが活気があり、悟空の両親もここで暮らしている。映画では、序盤の回想で登場しており、フリーザによって惑星が消滅されるまでの過程が描写されている。
小惑星バンパ
ブロリーとパラガスが流れ着いた宇宙の辺境にある未開の星。非常に過酷な星であり、水もなく、嵐が常に吹き荒れるような環境の星である。ブロリーとパラガス以外の人間は住んでいないが、大ダニや、超巨大生物バアなどの危険生物が住んでいる。ブロリーはこの星で発見されるまでの間、大ダニのタマゴや脚の肉などを食べて生き延びていた。また、一時的であるがブロリーと超巨大生物バアは心を通わせ、友達であった。後にパラガスの企みで疎遠になったが、その後もバアの耳をブロリーは腰に巻いて大切に身につけている。映画では、序盤の回想シーンとエンディングに登場しており、この星で物語が幕を閉じている。

## スタッフ
- 原作・脚本・キャラクターデザイン - 鳥山明
- 製作 - 村松秀信、木下暢起、石原隆、高木勝裕、垰義孝、伍賀一統
- 企画 - 森下孝三、伊能昭夫
- シニアプロデューサー - 鈴木篤志、臼井裕詞
- プロデューサー - 林田師博、冨永理生子
- 企画協力 - 集英社、ドラゴンボール室、Vジャンプ編集部
- キャスティング協力 - 原道太郎
- 音楽 - 住友紀人
- 作家マネージメント・音楽制作 - 木尾栄子、木村菜穂子（レガートミュージック）
- 音楽プロデューサー - 島谷浩作、津島玄一、金野沙矢香、野村賢吾
- 音楽協力 - ライジングプロダクション、エイベックス・エンタテインメント、クループレイス、東映音楽出版、東映アニメーション音楽出版、フジパシフィックミュージック、レガートミュージック、Sound City
- 製作担当 - 稲垣哲雄
- 絵コンテ - 長峯達也、三塚雅人、唐澤和也
- CGディレクター - 牧野快
- デジタル撮影監督 - 元木洋介
- 編集 - 後藤正浩
- 録音 - 伊東光晴
- 音響効果 - 西村睦弘（JetSoundEngine）
- 色彩設計 - 永井留美子
- 美術設定 - 須江信人
- 美術監督 - 小倉一男
- 作画監督 - 新谷直大
- パート作画監督 - 辻美也子、井手武生、高橋優也、舘直樹、中谷友紀子、渡邊巧大
- エフェクト作画監督 - 橋本敬史
- サブキャラクターデザイン - 多嘉良敢
- メカニックデザイン - 升井秀光
- プロップデザイン - 仲條久美
- 原画 - 大西亮、志田直俊、佐藤雅将、大塚健、久保田誓、林祐己、馬越嘉彦、他
- 色指定検査 - 加藤良高、竹澤聡
- デジタル特殊効果 - 太田直
- 美術設定補佐 - 岩澤美翠
- 背景3Dモデル、レイアウト - 相原誠、関谷薫
- 背景進行 - 平田浩章
- 背景進行補佐 - 大川結加、NGOC THO　THU YEN
- デジタル撮影監督補佐 - 新井拓己
- 撮影監修 - 和田尚之
- モニターワークス - 田村あず紗、楊怡
- 編集助手 - 新見元希
- サウンドアドバイザー - 佐藤恭野
- 記録 - 沢井直子
- 製作進行 - 野本雄也、本田竜馬、松井翔
- 動画仕上進行 - 河本隆弘
- 美術進行 - 海野知義
- 設定管理 - 矢口雅之
- 演出助手 - 都築悠一、小松由依
- 助監督 - 唐澤和也、宍戸望
- 監督 - 長峯達也
- 製作 - 「2018 ドラゴンボール超」製作委員会[注 15]
- 配給 - 東映
- 配給協力 - 20世紀フォックス映画

## 楽曲
主題歌「Blizzard」
作曲・編曲 - Nao'ymt / 作詞・歌 - 三浦大知（SONIC GROOVE）
バトルソング（挿入歌）「カカロットVSブロリー」
作曲・編曲 - 住友紀人 / 歌 - 富永TOMMY弘明（BLUFF）
バトルソング（挿入歌）「ブロリーVSゴジータ」
作曲・編曲 - 住友紀人 / 歌 - 富永TOMMY弘明（BLUFF）

## 制作

### 経緯
本作を制作するに至った経緯は、集英社にドラゴンボール室という部署が2016年（平成28年）に誕生したことがきっかけで、『ドラゴンボール』をこの後にも繋げていくために、映画を継続してやっていきたいという思いから新作映画を製作するに至ったことをドラゴンボール室室長の伊能昭夫が語っている。今作を『超』にしたのも、これまで日本国外では『ドラゴンボール』というと『Z』のイメージが強いが、公開時点では『超』が日本国外でもほぼ時間差がない形で放送されており、想像以上に受け入れられているためで、内容も『超』の世界から繋がっている話に決定した。
伊能は鳥山明とメールを中心に連絡を取り合い、2ヶ月に1度ほど直接会ってやり取りを密に行っており、2017年（平成29年）の春頃に伊能がいくつかの新作映画の物語の案を鳥山に提案し、サイヤ人に絡む話と決まってからは話が一気に進み、2017年（平成29年）5月頃に脚本が完成した。監督には、テレビアニメ『超』のシリーズディレクターを務めている途中だった長峯達也が、会社の命令により就任し劇場版に専念。最初に完成した脚本は鳥山が「これ、短くないですかね？」と申し出て、さらにエピソードがいくつか追加された結果、脚本はそのままで絵コンテを描いたところ、約90分予定の映画に対して倍ぐらいの尺になり長くなってしまい、それを全部無理やり入れると、ダイジェスト映像の羅列になってつまらなくなるので、東映アニメーションはプロデューサーや関係各者と協議して、いい感じにエピソードを削り、鳥山の脚本をなるべくそのまま届けたいという熱意で上映時間も少しだけ延ばすことができ、尺にうまく納まった。本作の音楽を手がけた住友紀人は、「今回は原点に返って書き直すという熱意を鳥山が持っていると聞いた」と語っている。
今作品について鳥山明は、過去にデザインだけ描いたブロリーのことは忘れていたが「今度の敵は未だに日本だけでなく、海外でも人気があるブロリーにしたらどうか」と担当者に提案され、鳥山は「当時の劇場版を見返したところ、アレンジ次第ではかなり面白くなると感じ、『超』のシリーズに取り込んで話を作った」とコメントしている。「ブロリーファンをガッカリさせないように昔のイメージを意識しつつ、新しい一面も加えてリニューアルし、より魅力的なブロリーになったと思っている。昔の内容の方が好きという方には申し訳ないが、当時のストーリーを基本に自分なりの全く新しいブロリーを書き上げ、ちょっとだけドラマチックな内容と人間味を加え、ファンに喜んでもらえるようなストーリーにしたつもり」と語っている。
今作は、ドラゴンボール室に全ての行程をチェックしてもらいながら制作しており、例えば設定も今まではできたものをまとめて一式渡していたため、鳥山にチェックしてもらう時間を十分に確保できていなかったが、今回は2017年（平成29年）10月頃からアニメ用の設定などを逐一確認してもらい、ドラゴンボール室の者で決めきれないところは鳥山に確認してもらっており、伊能が鳥山と密にやり取りしているため、チェックバックが非常に速くスムーズに進んだ。鳥山は映画用にCGで制作した3Dキャラクターのモデルを今回の映画で初めて実際に見ており、良い評価を付けたうえで「別のアングルからも見てみたい」と興味を示した。2018年（平成30年）3月13日に公開日が同年の12月14日になることが決定し、合わせて制作スタッフも発表され、2018年（平成30年）7月10日に正式なタイトルが発表された。なお、タイトルは鳥山の「ブロリーだけでいいんじゃないですか」という案で決まった。

### 作画
鳥山明はキャラクターのデザインも担当し、キャラクター、メカニック、舞台となる惑星の様子など全部で20枚以上にのぼるデザインを描いた。原作に近づけた絵を映画で描くために、プロデューサーの林田師博が家にある『ドラゴンボール』の原作や画集から好きな絵を20点ほど選び、アニメーターたちに渡して、それを基本に描いてもらう作画監督オーディションを行い、正面を向いてスッと立つ姿がカッコいい絵柄かどうか、道着の中の身体も理解し立たせて描いているかなど、身体のバランスについてオーディションで多数の候補者が細かな絵柄をチェックされ、最終的に鳥山が作画監督を新谷直大に決定した。鳥山明の現・担当者である集英社の伊能昭夫は、「鳥山明の絵に寄せることと、現代らしい新しさを加えるため、キャラクターと背景は今までと担当者を変えた」と述べている。
新谷が描いたキャラクターのデザインは、チェックを行った鳥山が直接デジタル上で絵を修正した。オーディションでは鳥山が一番重要視している悟空、ベジータ、ブルマを描いたという新谷は、東映アニメーションにいながら『ドラゴンボール』は1回も描いたことがなく、キャラクターデザインを進める中では、清書段階で鳥山から修正が入ることもあり、悟空の修正はなかったが、「ブルマなど女性キャラクターは特にチェックが厳しく、女性キャラクターは顔や体のラインなどを鳥山から修正してもらい、けっこう描き直した」と語っており、「チライは横顔について直しが入り、レモはかなり直しが入った」とも語っている。さらに新谷は、キャラクターデザインするうえで顔のバランスには特にこだわり、鳥山が体をスマートにしたいということだったので、そこは意識したことや、キャラクターの作画は、日常シーンでは影を少なく、戦闘シーンでは影を付け情報量を増やすことで迫力が増すようにしたこと、ベジータとラディッツの幼少期やバーダックも、なるべく原作に近づけるよう描いたことを語っている。また、アニメ『ドラゴンボール』で作画監督を担当した前田実のような柔らかいタッチや表情などのニュアンスを目指したという。

### 世界展開
本作は制作当初から世界での展開を視野に入れ、日本公開からそれほど間を空けずに日本国外でも上映を行っている。
これまで通り、映画が完成した後に日本国外での公開を検討すると、どうしても上映まで時間がかかってしまう。また、日本国外の海賊版対策もあって、なるべく早く上映してもらう必要もあった。そのため、日本国外の配給会社と公開時期を調整して、先に現地の言語への翻訳や吹き替えなどのローカライズ、マーケティングを考えたスケジュールを組んでおり、さらに今回は作品を修正する期間をちゃんと持とうという関係者の意向もあり、早めに最終チェックを行うための0号試写を行い、日本国外の吹き替え作業と同時にリテイクをギリギリまで行うことで、クオリティを上げることにも成功している。

## 興行成績

### 国内
公開日の2018年（平成30年）12月14日（金）から12月16日（日）までの3日間で観客動員数が82万4205人、興行収入は10億5080万5000円を記録し、初登場第1位となった。公開6日目には観客動員数が101万1595人、興行収入は13億915万6000円を記録した（12/14〜12/19累計）。公開11日目にはシリーズ最速となる興行収入が20億3780万1100円、観客動員数は157万6183人を記録（12/14〜12/24累計）。公開24日間で累計動員260万4,870人、興行収入33億5478万500円を記録（12/14〜1/6累計）。公開32日目の1月14日時点で動員282万3215人、興収36億3812万2200円を記録した。公開38日目の1月20日時点で動員290万人、興行収入37億円を記録した。公開45日目の1月27日時点で動員296万人、興行収入38億円を記録した。公開から53日時点で累計動員数300万9730人を突破、興収38億9,556万9,200円を記録した。最終興行収入は前作『復活の「F」』の37.4億円を上回る40億円を記録し、2019年上半期興行収入ランキング邦画部門で第5位、同年間興行収入ランキング邦画部門7位にランクインした。

### 世界
本作は2018年（平成30年）12月27日時点でマレーシア、ブルネイ、シンガポール、タイの4ヶ国を皮切りに全世界90の国と地域で公開が決定している。全世界の累計興行収入は2020年（令和2年）1月時点で135億円を突破した。宮崎駿監督作品、「ポケットモンスター」、「君の名は。」など、日本アニメ映画で世界興行収入1億ドル超えを果たした限られた作品の仲間入りを果たした。
|                                     | 興行収入    | 備考                                       |
| ----------------------------------- | ----------- | ------------------------------------------ |
| 公開1週目（2018年12月16日時点）[75] | $9,232,351  | 2018年12月14日、日本公開。                 |
| 公開2週目（2018年12月23日時点）[75] | $16,480,339 |                                            |
| 公開3週目（2018年12月30日時点）[75] | $24,380,260 | タイ、マレーシア、シンガポールなどで公開。 |
| 公開4週目（2019年1月6日時点）[75]   | $32,323,657 |                                            |
| 公開5週目（2019年1月13日時点）[76]  | $53,541,946 | 日本以外の12カ国で初登場1位を達成[77]。    |
| 公開6週目（2019年1月20日時点）[78]  | $86,069,752 | 全米初登場1位を達成。                      |
 アメリカ合衆国
アメリカでは、現地時間2018年12月23日にロサンゼルスハリウッドにあるグローマンズ・チャイニーズ・シアターで行われたハリウッドプレミアで、英語吹き替え版が世界初上映され、会場のTCLチャイニーズシアターには開催5時間の間に、約2100人ものファンが訪れ、プレミア試写会には800人以上の招待客が招待され上映中も大盛り上がりを見せた。
2019年1月16日公開。北米1,260の劇場で上映。また、公開初日には北米のIMAXで日本アニメ映画史上初のIMAX上映が180スクリーンで上映された。
公開初日に興行収入700万ドルを記録し、「全米初登場1位」を達成。日本の映画としては『劇場版ポケットモンスター ミュウツーの逆襲』以来20年ぶりで、21世紀以降公開の作品では初の快挙を成し遂げている。公開2日目の1月17日に興行収入約330万ドルを記録し、二日連続で全米1位を記録。公開2日間で1000万ドルを突破した。1月20日までの累計興行収入は2000万ドルを突破し、『スタジオジブリ』作品や、『遊☆戯☆王デュエルモンスターズ 光のピラミッド』を抜いて、公開5日間で米国で公開された日本映画の歴代3位につけた。2月3日時点で累計興行収入3000万ドルを突破した。
 タイ
2018年12月27日公開。公開4日間で前作の10倍以上となる42万5,671ドルを記録。
 マレーシア
2018年12月27日公開。公開1週目に「歴代日本アニメ映画史上最高オープニング記録」となる23万2,478ドルを記録。また、公開4日間で前作を上回った。
 ブラジル
2019年1月3日公開。公開初日に「デビュー日における歴代日本映画史上最高記録」となるチケット販売枚数10万6,000枚以上、興行収入R$1.618.451を記録。週末の土日2日間で41万712人を動員し、公開4日間で前作を大幅に上回る約166万ドルを記録した。1月10日までに75万9,623人を動員し、1月13日時点で93万689人を動員し、1月15日時点で観客動員数100万人を突破した。1月20日時点で興行収入$4,358,460を記録した。
 ペルー
2019年1月10日公開。封切りとなった水曜深夜の上映で3万4000枚以上のチケットを売上げ、これまで最高だった『アベンジャーズ/インフィニティ・ウォー』を超え、「ペルー史上最も成功した深夜上映」を達成。前売り券は12万枚以上を売上げ、並み居るハリウッド映画を抜き１位を記録。公開初日の観客動員数は25万7,420人を記録し、『アスマーレ2』などを抜き、ペルー史上2番目に多い観客動員数となった。公開4日間の興行収入は、ペルーにおいて「20世紀フォックス史上最高のオープニング記録」となる240万ドルを記録。1月20日までに観客動員数112万2,971人を記録した。
 アルゼンチン
2019年1月10日公開。全国370の劇場で上映。公開初日に2位に大差をつける10万3,531枚のチケットを売上げ、初登場1位を記録。公開4日間で観客動員数37万3,680人を動員。興行収入はアルゼンチンにおいて「20世紀フォックス史上最高のオープニング記録」となる156万ドルを記録し、興行収入・観客動員数で週末興行ランキングで1位を記録した。公開7日間で53万9,725人を記録し、週間ランキングで1位を獲得。
 ボリビア
2019年1月10日公開。公開初日に「歴代アニメ映画史上最高オープニング記録」となる3万人以上の動員を記録。公開1週間で約10万人を動員し、週間ランキングで1位を獲得した。
 パラグアイ
2019年1月10日公開。公開初日に2位に大差をつける1万3,520枚のチケットを売上げ、初登場1位を記録。
 チリ
2019年1月10日公開。公開に合わせて、チリのサンティアゴ地下鉄が『ドラゴンボール超 ブロリー』のビップカードを限定10万枚発売し、わずか数日で完売した。公開初日に観客動員数9万2000人を記録。公開4日間で観客動員数36万2,776人、興行収入170万ドルを記録し、週末興行ランキングで1位を獲得。また、チリで公開されたアニメ映画の中で3番目に高い記録となった。
 ウルグアイ
2019年1月10日公開。公開初日にハリウッド映画を押し退け、初登場1位を記録。
 コロンビア
2019年1月10日公開。全国471の劇場で上映。公開初日に16万4,718人を動員し初登場1位を記録。公開4日間で観客動員数53万9,874人、興行収入$1,490,819を記録し、週末興行ランキングで1位を達成。週末の動員数は『アイス・エイジシリーズ』に次いで、20世紀フォックス史上3番目の動員数を達成した。
 プエルトリコ
2019年1月10日公開。公開初日に「歴代映画史上最高オープニング記録」となるチケット1万8,000枚以上の売上を記録し、公開週末興行ランキングで1位を獲得。
 エクアドル
2019年1月10日公開。公開4日間で前作を大幅に上回る$1,329,009を記録。
 ドミニカ共和国
2019年1月10日公開。公開週末興行ランキングNo.1を獲得。
中央アメリカ
2019年1月10日公開。US$1.53Mを記録し、週末興行ランキングで1位を獲得。
 メキシコ
2019年1月11日公開。全国800以上の劇場で上映。公開3日間で観客動員数は230万人以上、興行収入Mex$1億2360万を記録し、興行収入・観客動員数で1位デビューを果たした。また、公開3日間で前作の累計興行収入を上回った。1月20日時点で興行収入Mex$1億8810万を記録した。
 イギリスおよび アイルランド
2019年1月23日公開。公開5日間で85万ポンドを記録し、『君の名は。』などを抜いて、公開5日間でイギリスで公開された日本アニメ映画の歴代3位につけた。
 オーストラリア
2019年1月24日公開。オーストラリア、ニュージーランド両国で配給会社マッドマン エンターテイメント史上最多の約200の劇場で公開。
最初の週末に$1,322,182を記録した。
 ニュージーランド
2019年1月24日公開。最初の週末に$309,209を記録し、週末興行ランキングで初登場1位を獲得した。
 オランダ
2019年1月24日公開。最初の週に€ 377.570を記録し、週間興行ランキングで初登場4位を獲得した。2月10日時点で$708,182を記録した。
 ドイツ
2019年1月29日公開。全国約250の劇場で公開。公開初日の1月29日にチケット7万3,000枚を売上げ、配給元の「KAZÉ Anime」史上最も成功した映画となった。
 スペイン
2019年2月1日公開。最初の週末に$1,163,454を記録し、週末興行ランキングで初登場3位を記録。2月17日時点で興行収入$1,770,717を記録した。
 韓国
2019年2月14日公開。最初の週に$211,843を記録した。
 中華民国
2019年2月22日公開。
 香港
2019年2月28日公開。
 イタリア
2019年2月28日公開。全国308の劇場で公開。公開初日の2月28日に€542,717を記録し、初登場1位を獲得。公開2日目の3月1日に€301,437、動員4万3,406人を記録し、2日連続で興行1位を獲得。公開3日目の3月2日に€426,734、動員5万8,756人を記録し、公開3日間で、興行収入€1,302,200を記録した。公開4日間で、€1,670,284を記録し、週末興行ランキングで1位を獲得した。
 フランス
2019年3月13日公開。全国306の劇場で公開。公開5日間で$2,752,691を記録し、初登場2位を獲得。3月24日時点で興行収入$3,871,706を記録。
 中国
2019年4月13日から4月20日に北京市で開催されている北京国際映画祭でプレミア上映が行われた。
2019年5月24日公開。

## 特殊上映
- 通常の2Dも含めて、通常の映画で使用されるフィルムよりも大きなサイズの映像を上映するIMAX、通常の映画に駆動する座席・雨・霧・光・香りなどを付加する4D技術の特殊効果が用いられたMX4D・4DXの4タイプで同時上映される。また、4DX上映では“4DXエクストリーム版”として座席のバイブ効果や揺れなど演出の強度設定を最も強いレベルで動き、通常の4DXよりも強い演出の上映となる。なお、4DXについては2019年（平成31年）1月11日より『ドラゴンボール』4DXシリーズ史上最高の大ヒットを記録したことを記念して、“4DXエクストリーム版”で4DXのさまざまな環境効果を“ブロリー”の視点に焦点を当てて、演出に変化をかけたバージョン“4DXブロリーエディション”の上映が決定した[138]。

## 評価
2018年（平成30年）12月14日と15日のぴあ初日満足度調査では92.7点で第1位、Yahoo!映画ユーザー評価ランキングの12月第2週から公開された新作で1位、Filmarks初日満足度ランキングでも12月第3週に1位となり、初日満足度で軒並み1位を獲得した。

### 受賞歴
- 2019年（平成31年） - 第42回日本アカデミー賞 優秀アニメーション作品賞[140]。
- 2019年（令和元年） - 日本商品化権大賞2019 グローバル部門[141]。

## テレビ放送
テレビ地上波では、フジテレビ系列で2022年（令和4年）4月16日21:00 - 23:10（JST）に『土曜プレミアム』枠にて次回作『ドラゴンボール超 スーパーヒーロー』の公開を記念して地上波初放送がされた。さらに番組最後には『ドラゴンボール超 スーパーヒーロー』の最新映像も放送された。
2024年（令和6年）1月27日（土曜日）14:35 - 16:55（JST）には関東ローカルにて放送された。
| 回数 | 放送タイトル                      | 放送枠               | 放送形態   | 放送日        | 放送時間（JST） | 放送分数 | 平均世帯 視聴率 | 備考            |
| ---- | --------------------------------- | -------------------- | ---------- | ------------- | --------------- | -------- | --------------- | --------------- |
| 1    | 映画「ドラゴンボール超 ブロリー」 | 土曜プレミアム       | 劇場公開版 | 2022年4月16日 | 21:00 - 23:10   | 130分    | 5.6％           |                 |
| 2    | 映画「ドラゴンボール超 ブロリー」 | 土曜スペシャル 第2部 | 劇場公開版 | 2024年1月27日 | 14:35 - 16:55   | 140分    |                 | [ 142 ] [ 143 ] |

## 映像ソフト化
2019年（令和元年）6月5日にBlu-ray・DVDが発売された。

## イベント・キャンペーン
ジャンプフェスタ2018
2017年12月16日にジャンプフェスタ2018で、本作の制作が発表された。
DRAGON BALL NORTH AMERICA TOUR 2018
北米7カ所で『ドラゴンボール』のイベントが開催され、2018年7月19日にサンディエゴで開催されたイベントでは日本に先立って予告映像が公開された。
ドラゴンボールを探せ!うめきた超迷宮!「ブロリーの陣」
本作の公開を記念して、2018年（平成30年）12月1日から2019年（平成31年）1月31日まで大阪のうめきた UMEDAIガーデンにて開催されている。巨大3D迷路でドラゴンボールの世界を楽しめるイベントである。
ワールドプレミア
2018年（平成30年）11月14日に日本武道館で試写会が行われ、主要キャスト、映画の主題歌を歌う三浦大知らが出席した。
ブロリーナイト
本作の上映に先立ち、2018年（平成30年）12月7日に新宿バルト9において、過去にブロリーが登場した映画3作品を一挙に上映するイベントが開催された。ゲストとして、本作を含む全作品でブロリーを演じた島田敏が登壇した。
ドラゴンボール 超悟空伝
本作の公開に合わせ、2018年（平成30年）12月14日から2019年（平成31年）1月7日まで東京ソラマチで、『ドラゴンボール』の歴史を振り返るイベントが行われた。
応援上映
2019年（平成31年）1月10日に東京の新宿バルト9、大阪の梅田ブルク7、愛知のミッドランドスクエア シネマ、福岡のＴ・ジョイ博多、北海道の札幌シネマフロンティアの全国5つの映画館で『ドラゴンボール』史上初めてとなる応援上映が行われ、1月19日・20日には全国144館に拡大され追加上映が行われた。なお、1月10日の新宿バルト9での上映には孫 悟空役の野沢雅子が登壇した。
新京成電鉄
2018年（平成30年）11月26日から2019年（平成31年）3月22日まで、本作のラッピング電車（8800形）を運行。2018年（平成30年）12月6日からは記念乗車券を新京成線内の7駅で発売。
ロッテ
『ビックリマン』とのタイアップ商品として『ドラゴンボールマンチョコ超』『ドラゴンボールマンチョコZ』を全国の菓子売り場などにて販売。ビックリマンに登場するキャラクターとのコラボを含め、『超』『Z』各24種のシールが封入。発売1ヶ月で550万個以上を出荷し、累計販売数で約700万個を記録した。
ローソン
本作の関連グッズ販売や限定賞品などが当たるスタンプラリーキャンペーンが2018年（平成30年）12月4日から2019年（平成31年）1月31日まで開催された。
東京スカイツリー
超天空塔と称して展示が行われた。
Yahoo! JAPAN
本作の公開を記念して、サイヤ人向けポータルサイト「ヤフー惑星ベジータ」が2018年（平成30年）11月27日から2019年（平成31年）2月6日まで開設された。
牛角
本作の公開を記念して、「超☆焼肉会」が2018年（平成30年）12月6日から2019年（平成31年）1月31日まで開催された。

## 関連作品

### 小説
- ドラゴンボール超 ブロリー（著/日下部匡俊、ジャンプ ジェイ ブックス、2018年12月14日。ISBN 978-4-08-703468-4）
- ドラゴンボール超 ブロリー 映画ノベライズみらい文庫版（著/小川彗、集英社みらい文庫、2018年12月14日。ISBN 978-4-08-321475-2）

### アニメコミックス
- ドラゴンボール超 ブロリー アニメコミックス（編/ジャンプ・コミック出版編集部、ジャンプコミックス、2019年5月2日。ISBN 978-4-08-882002-6）

### メディア展開
ドラゴンボール超新聞
スポーツニッポン特別版として2018年（平成30年）12月12日に発売。
ニチファミ!『劇場版 ドラゴンボールZ 復活の「F」』
2018年（平成30年）12月16日放送。本作の映画公開記念スペシャルとして放送。

### 事前番組
映画「ドラゴンボール超 ブロリー」公開直前! TV版クライマックス振り返りSP
2018年（平成30年）12月2日9:00 - 10:00（JST）にフジテレビ系列で放送。本作がアニメ版『ドラゴンボール超』の終盤で描かれた「力の大会」のその後を描いた物語ということで、「力の大会」のクライマックスでもあるアニメ版『ドラゴンボール超』の第130話と第131話を再放送したり、本作の最新映像の一部などを先出しで放送された。
映画「ドラゴンボール超 ブロリー」公開記念 オラたちのドラゴンボール講座
2018年（平成30年）12月9日11:00 - 12:00にアニマックスで放送。ドラゴンボールの魅力に迫る1時間の特番。
ドラゴンボール超 ブロリー 超研究
2018年（平成30年）12月10日 - 14日にフジテレビで全5回の放送。遅れネットでは全1回の30分番組に編集され放送された。
めざましじゃんけん
2018年（平成30年）12月10日 - 14日の『めざましテレビ』「めざましじゃんけんコーナー」に、劇場版『ドラゴンボール超 ブロリー』のキャラクターから孫悟空、ブルマ、ベジータ、フリーザ、ゴジータの5名が日替わりで登場した。

## 関連エピソード
- 『ドラゴンボールZ 燃えつきろ!!熱戦・烈戦・超激戦』
- 『ドラゴンボールZ 危険なふたり!超戦士はねむれない』
- 『ドラゴンボールZ 超戦士撃破!!勝つのはオレだ』
ブロリー登場映画。
- 『ドラゴンボールZ 復活のフュージョン!!悟空とベジータ』
ゴジータ登場映画。
- 『DRAGON BALL - 放たれた運命の子供』
過去編の基となったエピソード。
- 『ドラゴンボールZ たったひとりの最終決戦〜フリーザに挑んだZ戦士 孫悟空の父〜』
- 『ドラゴンボール エピソード オブ バーダック』
2作とも惑星ベジータ消滅に関連するエピソード。ただし細部の設定が異なる。
- 『ドラゴンボール オッス!帰ってきた孫悟空と仲間たち!!』
本作中にベジータの弟の存在が語られており[23]、このエピソードにのみ登場する。